# Buhăceni
Buhăceni – wieś w Rumunii, w okręgu Botoszany, w gminie Trușești. W 2011 roku liczyła 705 mieszkańców.